# Le Bois-Plage-en-Ré
Le Bois-Plage-en-Ré és un municipi francès situat al departament del Charente Marítim i a la regió de la Nova Aquitània. L'any 2007 tenia 2.303 habitants.

## Demografia

### Població
El 2007 la població de fet de Le Bois-Plage-en-Ré era de 2.303 persones. Hi havia 984 famílies de les quals 268 eren unipersonals (96 homes vivint sols i 172 dones vivint soles), 380 parelles sense fills, 268 parelles amb fills i 68 famílies monoparentals amb fills.
La població ha evolucionat segons el següent gràfic:
Habitants censats

### Habitatges
El 2007 hi havia 2.811 habitatges, 1.027 eren l'habitatge principal de la família, 1.689 eren segones residències i 95 estaven desocupats. 2.493 eren cases i 105 eren apartaments. Dels 1.027 habitatges principals, 763 estaven ocupats pels seus propietaris, 196 estaven llogats i ocupats pels llogaters i 68 estaven cedits a títol gratuït; 8 tenien una cambra, 50 en tenien dues, 183 en tenien tres, 322 en tenien quatre i 464 en tenien cinc o més. 817 habitatges disposaven pel capbaix d'una plaça de pàrquing. A 507 habitatges hi havia un automòbil i a 439 n'hi havia dos o més.

### Piràmide de població
La piràmide de població per edats i sexe el 2009 era:
| Homes | Edats   | Dones |
| ----- | ------- | ----- |
| 0     | 95 o +  | 0     |
| 8     | 90 a 94 | 0     |
| 16    | 85 a 89 | 28    |
| 20    | 80 a 84 | 36    |
| 52    | 75 a 79 | 92    |
| 68    | 70 a 74 | 48    |
| 80    | 65 a 69 | 56    |
| 68    | 60 a 64 | 116   |
| 80    | 55 a 59 | 68    |
| 80    | 50 a 54 | 84    |
| 56    | 45 a 49 | 80    |
| 60    | 40 a 44 | 84    |
| 104   | 35 a 39 | 72    |
| 80    | 30 a 34 | 80    |
| 28    | 25 a 29 | 56    |
| 49    | 20 a 24 | 24    |
| 64    | 15 a 19 | 44    |
| 80    | 10 a 14 | 52    |
| 72    | 5 a 9   | 64    |
| 40    | 0 a 4   | 68    |

## Economia
El 2007 la població en edat de treballar era de 1.415 persones, 916 eren actives i 499 eren inactives. De les 916 persones actives 818 estaven ocupades (443 homes i 375 dones) i 98 estaven aturades (45 homes i 53 dones). De les 499 persones inactives 254 estaven jubilades, 112 estaven estudiant i 133 estaven classificades com a «altres inactius».

### Ingressos
El 2009 a Le Bois-Plage-en-Ré hi havia 1.188 unitats fiscals que integraven 2.661,5 persones, la mediana anual d'ingressos fiscals per persona era de 21.010 €.

### Activitats econòmiques
Dels 276 establiments que hi havia el 2007, 2 eren d'empreses extractives, 6 d'empreses alimentàries, 1 d'una empresa de fabricació de material elèctric, 7 d'empreses de fabricació d'altres productes industrials, 61 d'empreses de construcció, 48 d'empreses de comerç i reparació d'automòbils, 3 d'empreses de transport, 41 d'empreses d'hostatgeria i restauració, 2 d'empreses d'informació i comunicació, 7 d'empreses financeres, 24 d'empreses immobiliàries, 38 d'empreses de serveis, 24 d'entitats de l'administració pública i 12 d'empreses classificades com a «altres activitats de serveis».
Dels 90 establiments de servei als particulars que hi havia el 2009, 1 era una oficina de correu, 1 una oficina bancària, 1 funerària, 4 tallers de reparació d'automòbils i de material agrícola, 13 paletes, 9 guixaires pintors, 8 fusteries, 11 lampisteries, 5 electricistes, 5 empreses de construcció, 2 perruqueries, 17 restaurants, 11 agències immobiliàries, 1 tintoreria i 1 saló de bellesa.
Dels 22 establiments comercials que hi havia el 2009, 1 era un supermercat, 2 botiges de menys de 120 m², 2 fleques, 6 carnisseries, 2 peixateries, 2 llibreries, 3 botigues de roba, 1 una botiga d'equipament de la llar i 3 botigues de material esportiu.
L'any 2000 a Le Bois-Plage-en-Ré hi havia 33 explotacions agrícoles que ocupaven un total de 286 hectàrees.

## Equipaments sanitaris i escolars
L'únic equipament sanitari que hi havia el 2009 era una farmàcia.
El 2009 hi havia 1 escola maternal i 1 escola elemental.

## Poblacions més properes
El següent diagrama mostra les poblacions més properes.